# Tour d'Andalousie 2017
La 63e édition du Tour d'Andalousie a eu lieu du 15 au 19 février 2017. Elle fait partie du calendrier UCI Europe Tour 2017 en catégorie 2.HC.

## Présentation

### Équipes
| WorldTeams (9)- Bahrain-Merida - Cannondale-Drapac - FDJ - Lotto-Soudal - Lotto NL-Jumbo - Movistar Team - Sky - Team Sunweb - Trek-Segafredo Équipes continentales professionnelles (10)- Caja Rural-Seguros RGA - CCC Sprandi Polkowice - Cofidis, Solutions Crédits - Direct Énergie - Gazprom-RusVelo - Israel Cycling Academy - Roompot-Nederlandse Loterij - Sport Vlaanderen-Baloise - Verandas Willems-Crelan - Wanty-Groupe Gobert Équipes continentales (2)- Burgos-BH - Euskadi Basque Country-Murias |
| |

## Étapes
| Étape     | Date    | Villes étapes                   | type                        | Distance (km) | Vainqueur d'étape  | Leader du classement général |
| --------- | ------- | ------------------------------- | --------------------------- | ------------- | ------------------ | ---------------------------- |
| 1re étape | 15 fév. | Rincón de la Victoria – Grenade | étape de moyenne montagne   | 155           | Alejandro Valverde | Alejandro Valverde           |
| 2e étape  | 16 fév. | Torredonjimeno – Mancha Real    | étape de montagne           | 179,9         | Thibaut Pinot      | Alberto Contador             |
| 3e étape  | 17 fév. | Lucena – Lucena                 | contre-la-montre individuel | 11,9          | Victor Campenaerts | Alejandro Valverde           |
| 4e étape  | 18 fév. | La Campana – Séville            | étape de plaine             | 178,5         | Bryan Coquard      | Alejandro Valverde           |
| 5e étape  | 19 fév. | Setenil de las Bodegas – Coin   | étape vallonnée             | 151,5         | Tim Wellens        | Alejandro Valverde           |

## Déroulement de la course

### 1reétape
| \| Classement de l'étape \| Classement de l'étape \| Classement de l'étape \| Classement de l'étape \| Classement de l'étape \| \| Coureur \| Coureur \| Pays \| Équipe \| Temps \| \| --------------------- \| --------------------- \| --------------------- \| --------------------- \| --------------------- \| \| 1er \| Alejandro Valverde \| Espagne \| Movistar Team \| 4 h 02 min 28 s \| \| 2e \| Wout Poels \| Pays-Bas \| Team Sky \| + 0 s \| \| 3e \| Sébastien Reichenbach \| Suisse \| FDJ \| + 0 s \| \| 4e \| Diego Rosa \| Italie \| Team Sky \| + 0 s \| \| 5e \| Ion Izagirre \| Espagne \| Bahrain-Merida \| + 0 s \| \| 6e \| Alberto Contador \| Espagne \| Trek-Segafredo \| + 0 s \| \| 7e \| Thibaut Pinot \| France \| FDJ \| + 5 s \| \| 8e \| Mikel Landa \| Espagne \| Team Sky \| + 5 s \| \| 9e \| Rigoberto Urán \| Colombie \| Cannondale-Drapac \| + 5 s \| \| 10e \| Warren Barguil \| France \| Team Sunweb \| + 5 s \| |                       |          |                   |                 |
| |                       |          |                   |                 |
| Source : ProCyclingStats |                       |          |                   |                 |
| Classement de l'étape |                       |          |                   |                 |
| Coureur | Coureur               | Pays     | Équipe            | Temps           |
| 1er | Alejandro Valverde    | Espagne  | Movistar Team     | 4 h 02 min 28 s |
| 2e | Wout Poels            | Pays-Bas | Team Sky          | + 0 s           |
| 3e | Sébastien Reichenbach | Suisse   | FDJ               | + 0 s           |
| 4e | Diego Rosa            | Italie   | Team Sky          | + 0 s           |
| 5e | Ion Izagirre          | Espagne  | Bahrain-Merida    | + 0 s           |
| 6e | Alberto Contador      | Espagne  | Trek-Segafredo    | + 0 s           |
| 7e | Thibaut Pinot         | France   | FDJ               | + 5 s           |
| 8e | Mikel Landa           | Espagne  | Team Sky          | + 5 s           |
| 9e | Rigoberto Urán        | Colombie | Cannondale-Drapac | + 5 s           |
| 10e | Warren Barguil        | France   | Team Sunweb       | + 5 s           |

| \| Classement général \| Classement général \| Classement général \| Classement général \| Classement général \| \| Coureur \| Coureur \| Pays \| Équipe \| Temps \| \| ------------------ \| --------------------- \| ------------------ \| ------------------ \| ------------------ \| \| 1er \| Alejandro Valverde \| Espagne \| Movistar Team \| 4 h 02 min 28 s \| \| 2e \| Wout Poels \| Pays-Bas \| Team Sky \| + 0 s \| \| 3e \| Sébastien Reichenbach \| Suisse \| FDJ \| + 0 s \| \| 4e \| Diego Rosa \| Italie \| Team Sky \| + 0 s \| \| 5e \| Ion Izagirre \| Espagne \| Bahrain-Merida \| + 0 s \| \| 6e \| Alberto Contador \| Espagne \| Trek-Segafredo \| + 0 s \| \| 7e \| Thibaut Pinot \| France \| FDJ \| + 5 s \| \| 8e \| Mikel Landa \| Espagne \| Team Sky \| + 5 s \| \| 9e \| Rigoberto Urán \| Colombie \| Cannondale-Drapac \| + 5 s \| \| 10e \| Warren Barguil \| France \| Team Sunweb \| + 5 s \| |                       |          |                   |                 |
| |                       |          |                   |                 |
| Source : ProCyclingStats |                       |          |                   |                 |
| Classement général |                       |          |                   |                 |
| Coureur | Coureur               | Pays     | Équipe            | Temps           |
| 1er | Alejandro Valverde    | Espagne  | Movistar Team     | 4 h 02 min 28 s |
| 2e | Wout Poels            | Pays-Bas | Team Sky          | + 0 s           |
| 3e | Sébastien Reichenbach | Suisse   | FDJ               | + 0 s           |
| 4e | Diego Rosa            | Italie   | Team Sky          | + 0 s           |
| 5e | Ion Izagirre          | Espagne  | Bahrain-Merida    | + 0 s           |
| 6e | Alberto Contador      | Espagne  | Trek-Segafredo    | + 0 s           |
| 7e | Thibaut Pinot         | France   | FDJ               | + 5 s           |
| 8e | Mikel Landa           | Espagne  | Team Sky          | + 5 s           |
| 9e | Rigoberto Urán        | Colombie | Cannondale-Drapac | + 5 s           |
| 10e | Warren Barguil        | France   | Team Sunweb       | + 5 s           |

### 2eétape
| \| Classement de l'étape \| Classement de l'étape \| Classement de l'étape \| Classement de l'étape \| Classement de l'étape \| \| Coureur \| Coureur \| Pays \| Équipe \| Temps \| \| --------------------- \| --------------------- \| --------------------- \| --------------------------- \| --------------------- \| \| 1er \| Thibaut Pinot \| France \| FDJ \| 4 h 44 min 03 s \| \| 2e \| Alberto Contador \| Espagne \| Trek-Segafredo \| + 2 s \| \| 3e \| Alejandro Valverde \| Espagne \| Movistar Team \| + 7 s \| \| 4e \| Ion Izagirre \| Espagne \| Bahrain-Merida \| + 7 s \| \| 5e \| Mikel Landa \| Espagne \| Team Sky \| + 9 s \| \| 6e \| Diego Rosa \| Italie \| Team Sky \| + 9 s \| \| 7e \| Wout Poels \| Pays-Bas \| Team Sky \| + 13 s \| \| 8e \| Sébastien Reichenbach \| Suisse \| FDJ \| + 28 s \| \| 9e \| Pieter Weening \| Pays-Bas \| Roompot-Nederlandse Loterij \| + 46 s \| \| 10e \| Floris De Tier \| Belgique \| LottoNL-Jumbo \| + 46 s \| |                       |          |                             |                 |
| |                       |          |                             |                 |
| Source : ProCyclingStats |                       |          |                             |                 |
| Classement de l'étape |                       |          |                             |                 |
| Coureur | Coureur               | Pays     | Équipe                      | Temps           |
| 1er | Thibaut Pinot         | France   | FDJ                         | 4 h 44 min 03 s |
| 2e | Alberto Contador      | Espagne  | Trek-Segafredo              | + 2 s           |
| 3e | Alejandro Valverde    | Espagne  | Movistar Team               | + 7 s           |
| 4e | Ion Izagirre          | Espagne  | Bahrain-Merida              | + 7 s           |
| 5e | Mikel Landa           | Espagne  | Team Sky                    | + 9 s           |
| 6e | Diego Rosa            | Italie   | Team Sky                    | + 9 s           |
| 7e | Wout Poels            | Pays-Bas | Team Sky                    | + 13 s          |
| 8e | Sébastien Reichenbach | Suisse   | FDJ                         | + 28 s          |
| 9e | Pieter Weening        | Pays-Bas | Roompot-Nederlandse Loterij | + 46 s          |
| 10e | Floris De Tier        | Belgique | LottoNL-Jumbo               | + 46 s          |

| \| Classement général \| Classement général \| Classement général \| Classement général \| Classement général \| \| Coureur \| Coureur \| Pays \| Équipe \| Temps \| \| ------------------ \| --------------------- \| ------------------ \| --------------------------- \| ------------------ \| \| 1er \| Alberto Contador \| Espagne \| Trek-Segafredo \| 8 h 46 min 33 s \| \| 2e \| Thibaut Pinot \| France \| FDJ \| + 3 s \| \| 3e \| Alejandro Valverde \| Espagne \| Movistar Team \| + 5 s \| \| 4e \| Ion Izagirre \| Espagne \| Bahrain-Merida \| + 5 s \| \| 5e \| Diego Rosa \| Italie \| Team Sky \| + 7 s \| \| 6e \| Wout Poels \| Pays-Bas \| Team Sky \| + 11 s \| \| 7e \| Mikel Landa \| Espagne \| Team Sky \| + 12 s \| \| 8e \| Sébastien Reichenbach \| Suisse \| FDJ \| + 26 s \| \| 9e \| Rigoberto Urán \| Colombie \| Cannondale-Drapac \| + 49 s \| \| 10e \| Pieter Weening \| Pays-Bas \| Roompot-Nederlandse Loterij \| + 1 min 09 s \| |                       |          |                             |                 |
| |                       |          |                             |                 |
| Source : ProCyclingStats |                       |          |                             |                 |
| Classement général |                       |          |                             |                 |
| Coureur | Coureur               | Pays     | Équipe                      | Temps           |
| 1er | Alberto Contador      | Espagne  | Trek-Segafredo              | 8 h 46 min 33 s |
| 2e | Thibaut Pinot         | France   | FDJ                         | + 3 s           |
| 3e | Alejandro Valverde    | Espagne  | Movistar Team               | + 5 s           |
| 4e | Ion Izagirre          | Espagne  | Bahrain-Merida              | + 5 s           |
| 5e | Diego Rosa            | Italie   | Team Sky                    | + 7 s           |
| 6e | Wout Poels            | Pays-Bas | Team Sky                    | + 11 s          |
| 7e | Mikel Landa           | Espagne  | Team Sky                    | + 12 s          |
| 8e | Sébastien Reichenbach | Suisse   | FDJ                         | + 26 s          |
| 9e | Rigoberto Urán        | Colombie | Cannondale-Drapac           | + 49 s          |
| 10e | Pieter Weening        | Pays-Bas | Roompot-Nederlandse Loterij | + 1 min 09 s    |

### 3eétape
| \| Classement de l'étape \| Classement de l'étape \| Classement de l'étape \| Classement de l'étape \| Classement de l'étape \| \| Coureur \| Coureur \| Pays \| Équipe \| Temps \| \| --------------------- \| --------------------- \| --------------------- \| --------------------- \| --------------------- \| \| 1er \| Victor Campenaerts \| Belgique \| LottoNL-Jumbo \| 14 min 55 s \| \| 2e \| Alejandro Valverde \| Espagne \| Movistar Team \| + 1 s \| \| 3e \| Alberto Contador \| Espagne \| Trek-Segafredo \| + 7 s \| \| 4e \| Thibaut Pinot \| France \| FDJ \| + 9 s \| \| 5e \| Fabio Felline \| Italie \| Trek-Segafredo \| + 9 s \| \| 6e \| Wout Poels \| Pays-Bas \| Team Sky \| + 16 s \| \| 7e \| Tim Wellens \| Belgique \| Lotto-Soudal \| + 20 s \| \| 8e \| Vasil Kiryienka \| Biélorussie \| Team Sky \| + 21 s \| \| 9e \| Tobias Ludvigsson \| Suède \| FDJ \| + 25 s \| \| 10e \| Matthias Brändle \| Autriche \| Trek-Segafredo \| + 28 s \| |                    |             |                |             |
| |                    |             |                |             |
| |                    |             |                |             |
| Classement de l'étape |                    |             |                |             |
| Coureur | Coureur            | Pays        | Équipe         | Temps       |
| 1er | Victor Campenaerts | Belgique    | LottoNL-Jumbo  | 14 min 55 s |
| 2e | Alejandro Valverde | Espagne     | Movistar Team  | + 1 s       |
| 3e | Alberto Contador   | Espagne     | Trek-Segafredo | + 7 s       |
| 4e | Thibaut Pinot      | France      | FDJ            | + 9 s       |
| 5e | Fabio Felline      | Italie      | Trek-Segafredo | + 9 s       |
| 6e | Wout Poels         | Pays-Bas    | Team Sky       | + 16 s      |
| 7e | Tim Wellens        | Belgique    | Lotto-Soudal   | + 20 s      |
| 8e | Vasil Kiryienka    | Biélorussie | Team Sky       | + 21 s      |
| 9e | Tobias Ludvigsson  | Suède       | FDJ            | + 25 s      |
| 10e | Matthias Brändle   | Autriche    | Trek-Segafredo | + 28 s      |

| \| Classement général \| Classement général \| Classement général \| Classement général \| Classement général \| \| Coureur \| Coureur \| Pays \| Équipe \| Temps \| \| ------------------ \| --------------------- \| ------------------ \| ------------------ \| ------------------ \| \| 1er \| Alejandro Valverde \| Espagne \| Movistar Team \| 9 h 01 min 34 s \| \| 2e \| Alberto Contador \| Espagne \| Trek-Segafredo \| + 1 s \| \| 3e \| Thibaut Pinot \| France \| FDJ \| + 6 s \| \| 4e \| Wout Poels \| Pays-Bas \| Team Sky \| + 21 s \| \| 5e \| Diego Rosa \| Italie \| Team Sky \| + 45 s \| \| 6e \| Mikel Landa \| Espagne \| Team Sky \| + 48 s \| \| 7e \| Sébastien Reichenbach \| Suisse \| FDJ \| + 52 s \| \| 8e \| Rigoberto Urán \| Colombie \| Cannondale-Drapac \| + 1 min 29 s \| \| 9e \| Ondřej Cink \| Tchéquie \| Bahrain-Merida \| + 1 min 48 s \| \| 10e \| Javier Moreno \| Espagne \| Bahrain-Merida \| + 1 min 50 s \| |                       |          |                   |                 |
| |                       |          |                   |                 |
| |                       |          |                   |                 |
| Classement général |                       |          |                   |                 |
| Coureur | Coureur               | Pays     | Équipe            | Temps           |
| 1er | Alejandro Valverde    | Espagne  | Movistar Team     | 9 h 01 min 34 s |
| 2e | Alberto Contador      | Espagne  | Trek-Segafredo    | + 1 s           |
| 3e | Thibaut Pinot         | France   | FDJ               | + 6 s           |
| 4e | Wout Poels            | Pays-Bas | Team Sky          | + 21 s          |
| 5e | Diego Rosa            | Italie   | Team Sky          | + 45 s          |
| 6e | Mikel Landa           | Espagne  | Team Sky          | + 48 s          |
| 7e | Sébastien Reichenbach | Suisse   | FDJ               | + 52 s          |
| 8e | Rigoberto Urán        | Colombie | Cannondale-Drapac | + 1 min 29 s    |
| 9e | Ondřej Cink           | Tchéquie | Bahrain-Merida    | + 1 min 48 s    |
| 10e | Javier Moreno         | Espagne  | Bahrain-Merida    | + 1 min 50 s    |

### 4eétape
| \| Classement de l'étape \| Classement de l'étape \| Classement de l'étape \| Classement de l'étape \| Classement de l'étape \| \| Coureur \| Coureur \| Pays \| Équipe \| Temps \| \| --------------------- \| --------------------- \| --------------------- \| --------------------------- \| --------------------- \| \| 1er \| Bryan Coquard \| France \| Direct Énergie \| 4 h 10 min 33 s \| \| 2e \| Daniel Hoelgaard \| Norvège \| FDJ \| + 0 s \| \| 3e \| Hugo Hofstetter \| France \| Cofidis, Solutions Crédits \| + 0 s \| \| 4e \| Moreno Hofland \| Pays-Bas \| Lotto-Soudal \| + 0 s \| \| 5e \| Raymond Kreder \| Pays-Bas \| Roompot-Nederlandse Loterij \| + 0 s \| \| 6e \| Mihkel Räim \| Estonie \| Israel Cycling Academy \| + 0 s \| \| 7e \| Roman Maikin \| Russie \| Gazprom-RusVelo \| + 0 s \| \| 8e \| Maxime Farazijn \| Belgique \| Sport Vlaanderen-Baloise \| + 0 s \| \| 9e \| Rigoberto Urán \| Colombie \| Cannondale-Drapac \| + 0 s \| \| 10e \| Eduard Prades \| Espagne \| Caja Rural-Seguros RGA \| + 0 s \| |                  |          |                             |                 |
| |                  |          |                             |                 |
| |                  |          |                             |                 |
| Classement de l'étape |                  |          |                             |                 |
| Coureur | Coureur          | Pays     | Équipe                      | Temps           |
| 1er | Bryan Coquard    | France   | Direct Énergie              | 4 h 10 min 33 s |
| 2e | Daniel Hoelgaard | Norvège  | FDJ                         | + 0 s           |
| 3e | Hugo Hofstetter  | France   | Cofidis, Solutions Crédits  | + 0 s           |
| 4e | Moreno Hofland   | Pays-Bas | Lotto-Soudal                | + 0 s           |
| 5e | Raymond Kreder   | Pays-Bas | Roompot-Nederlandse Loterij | + 0 s           |
| 6e | Mihkel Räim      | Estonie  | Israel Cycling Academy      | + 0 s           |
| 7e | Roman Maikin     | Russie   | Gazprom-RusVelo             | + 0 s           |
| 8e | Maxime Farazijn  | Belgique | Sport Vlaanderen-Baloise    | + 0 s           |
| 9e | Rigoberto Urán   | Colombie | Cannondale-Drapac           | + 0 s           |
| 10e | Eduard Prades    | Espagne  | Caja Rural-Seguros RGA      | + 0 s           |

| \| Classement général \| Classement général \| Classement général \| Classement général \| Classement général \| \| Coureur \| Coureur \| Pays \| Équipe \| Temps \| \| ------------------ \| --------------------- \| ------------------ \| ------------------ \| ------------------ \| \| 1er \| Alejandro Valverde \| Espagne \| Movistar Team \| 13 h 12 min 07 s \| \| 2e \| Alberto Contador \| Espagne \| Trek-Segafredo \| + 1 s \| \| 3e \| Thibaut Pinot \| France \| FDJ \| + 6 s \| \| 4e \| Wout Poels \| Pays-Bas \| Team Sky \| + 21 s \| \| 5e \| Diego Rosa \| Italie \| Team Sky \| + 45 s \| \| 6e \| Mikel Landa \| Espagne \| Team Sky \| + 48 s \| \| 7e \| Sébastien Reichenbach \| Suisse \| FDJ \| + 52 s \| \| 8e \| Rigoberto Urán \| Colombie \| Cannondale-Drapac \| + 1 min 29 s \| \| 9e \| Ondřej Cink \| Tchéquie \| Bahrain-Merida \| + 1 min 48 s \| \| 10e \| Javier Moreno \| Espagne \| Bahrain-Merida \| + 1 min 50 s \| |                       |          |                   |                  |
| |                       |          |                   |                  |
| |                       |          |                   |                  |
| Classement général |                       |          |                   |                  |
| Coureur | Coureur               | Pays     | Équipe            | Temps            |
| 1er | Alejandro Valverde    | Espagne  | Movistar Team     | 13 h 12 min 07 s |
| 2e | Alberto Contador      | Espagne  | Trek-Segafredo    | + 1 s            |
| 3e | Thibaut Pinot         | France   | FDJ               | + 6 s            |
| 4e | Wout Poels            | Pays-Bas | Team Sky          | + 21 s           |
| 5e | Diego Rosa            | Italie   | Team Sky          | + 45 s           |
| 6e | Mikel Landa           | Espagne  | Team Sky          | + 48 s           |
| 7e | Sébastien Reichenbach | Suisse   | FDJ               | + 52 s           |
| 8e | Rigoberto Urán        | Colombie | Cannondale-Drapac | + 1 min 29 s     |
| 9e | Ondřej Cink           | Tchéquie | Bahrain-Merida    | + 1 min 48 s     |
| 10e | Javier Moreno         | Espagne  | Bahrain-Merida    | + 1 min 50 s     |

### 5eétape
| \| Classement de l'étape \| Classement de l'étape \| Classement de l'étape \| Classement de l'étape \| Classement de l'étape \| \| Coureur \| Coureur \| Pays \| Équipe \| Temps \| \| --------------------- \| --------------------- \| --------------------- \| --------------------------- \| --------------------- \| \| 1er \| Tim Wellens \| Belgique \| Lotto-Soudal \| 3 h 58 min 31 s \| \| 2e \| Simon Clarke \| Australie \| Cannondale-Drapac \| + 0 s \| \| 3e \| Victor Campenaerts \| Belgique \| LottoNL-Jumbo \| + 0 s \| \| 4e \| Maciej Paterski \| Pologne \| CCC Sprandi Polkowice \| + 0 s \| \| 5e \| Domen Novak \| Slovénie \| Bahrain-Merida \| + 0 s \| \| 6e \| Nick van der Lijke \| Pays-Bas \| Roompot-Nederlandse Loterij \| + 0 s \| \| 7e \| Marco Minnaard \| Pays-Bas \| Wanty-Groupe Gobert \| + 1 min 34 s \| \| 8e \| Héctor Sáez \| Espagne \| Caja Rural-Seguros RGA \| + 1 min 45 s \| \| 9e \| Iván García Cortina \| Espagne \| Bahrain-Merida \| + 1 min 45 s \| \| 10e \| Hugo Hofstetter \| France \| Cofidis, Solutions Crédits \| + 1 min 45 s \| |                     |           |                             |                 |
| |                     |           |                             |                 |
| |                     |           |                             |                 |
| Classement de l'étape |                     |           |                             |                 |
| Coureur | Coureur             | Pays      | Équipe                      | Temps           |
| 1er | Tim Wellens         | Belgique  | Lotto-Soudal                | 3 h 58 min 31 s |
| 2e | Simon Clarke        | Australie | Cannondale-Drapac           | + 0 s           |
| 3e | Victor Campenaerts  | Belgique  | LottoNL-Jumbo               | + 0 s           |
| 4e | Maciej Paterski     | Pologne   | CCC Sprandi Polkowice       | + 0 s           |
| 5e | Domen Novak         | Slovénie  | Bahrain-Merida              | + 0 s           |
| 6e | Nick van der Lijke  | Pays-Bas  | Roompot-Nederlandse Loterij | + 0 s           |
| 7e | Marco Minnaard      | Pays-Bas  | Wanty-Groupe Gobert         | + 1 min 34 s    |
| 8e | Héctor Sáez         | Espagne   | Caja Rural-Seguros RGA      | + 1 min 45 s    |
| 9e | Iván García Cortina | Espagne   | Bahrain-Merida              | + 1 min 45 s    |
| 10e | Hugo Hofstetter     | France    | Cofidis, Solutions Crédits  | + 1 min 45 s    |

## Classements finals

### Classement général final
.
| \| Classement général \| Classement général \| Classement général \| Classement général \| Classement général \| \| Coureur \| Coureur \| Pays \| Équipe \| Temps \| \| ------------------ \| --------------------- \| ------------------ \| ------------------ \| ------------------ \| \| 1er \| Alejandro Valverde \| Espagne \| Movistar Team \| 17 h 12 min 23 s \| \| 2e \| Alberto Contador \| Espagne \| Trek-Segafredo \| + 1 s \| \| 3e \| Thibaut Pinot \| France \| FDJ \| + 6 s \| \| 4e \| Wout Poels \| Pays-Bas \| Team Sky \| + 21 s \| \| 5e \| Diego Rosa \| Italie \| Team Sky \| + 45 s \| \| 6e \| Mikel Landa \| Espagne \| Team Sky \| + 48 s \| \| 7e \| Sébastien Reichenbach \| Suisse \| FDJ \| + 52 s \| \| 8e \| Rigoberto Urán \| Colombie \| Cannondale-Drapac \| + 1 min 29 s \| \| 9e \| Ondřej Cink \| Tchéquie \| Bahrain-Merida \| + 1 min 48 s \| \| 10e \| Javier Moreno \| Espagne \| Bahrain-Merida \| + 1 min 50 s \| |                       |          |                   |                  |
| |                       |          |                   |                  |
| Source : ProCyclingStats |                       |          |                   |                  |
| Classement général |                       |          |                   |                  |
| Coureur | Coureur               | Pays     | Équipe            | Temps            |
| 1er | Alejandro Valverde    | Espagne  | Movistar Team     | 17 h 12 min 23 s |
| 2e | Alberto Contador      | Espagne  | Trek-Segafredo    | + 1 s            |
| 3e | Thibaut Pinot         | France   | FDJ               | + 6 s            |
| 4e | Wout Poels            | Pays-Bas | Team Sky          | + 21 s           |
| 5e | Diego Rosa            | Italie   | Team Sky          | + 45 s           |
| 6e | Mikel Landa           | Espagne  | Team Sky          | + 48 s           |
| 7e | Sébastien Reichenbach | Suisse   | FDJ               | + 52 s           |
| 8e | Rigoberto Urán        | Colombie | Cannondale-Drapac | + 1 min 29 s     |
| 9e | Ondřej Cink           | Tchéquie | Bahrain-Merida    | + 1 min 48 s     |
| 10e | Javier Moreno         | Espagne  | Bahrain-Merida    | + 1 min 50 s     |

## Liste des participants
| Légende                             | Légende                                                                                                  | Légende                                 | Légende                                                                                         |
| ----------------------------------- | --- | --------------------------------------- | ----------------------------------------------------------------------------------------------- |
| Num                                 | Dossard de départ porté par le coureur sur ce Tour d'Andalousie                                          | Pos                                     | Position finale au classement général                                                           |
| Leader du classement général        | Indique le vainqueur du classement général                                                               | Leader du classement par points         | Indique le vainqueur du classement par points                                                   |
| Leader du classement de la montagne | Indique le vainqueur du classement de la montagne                                                        | Leader du classement des Metas Volantes | Indique le vainqueur du classement des Metas Volantes                                           |
|                                     | Indique un maillot de champion national ou mondial, suivi de sa spécialité                               | #                                       | Indique la meilleure équipe                                                                     |
| NP                                  | Indique un coureur qui n'a pas pris le départ d'une étape, suivi du numéro de l'étape où il s'est retiré | AB                                      | Indique un coureur qui n'a pas terminé une étape, suivi du numéro de l'étape où il s'est retiré |
| HD                                  | Indique un coureur qui a terminé une étape hors des délais, suivi du numéro de l'étape                   |                                         |                                                                                                 |

| Movistar MOV        | Movistar MOV             | Movistar MOV |
| ------------------- | ------------------------ | ------------ |
| Num                 | Coureur                  | Pos          |
| 1                   | Alejandro Valverde (ESP) | 1er          |
| 2                   | Winner Anacona (COL)     | 109e         |
| 3                   | Jorge Arcas (ESP)        | 112e         |
| 4                   | Víctor de la Parte (ESP) | 34e          |
| 5                   | Gorka Izagirre (ESP)     | 40e          |
| 6                   | Marc Soler (ESP)         | 36e          |
| 7                   | Rory Sutherland (AUS)    | 82e          |
| Directeur sportif : |                          |              |

| Sky SKY             | Sky SKY                  | Sky SKY |
| ------------------- | ------------------------ | ------- |
| Num                 | Coureur                  | Pos     |
| 11                  | Vasil Kiryienka (BLR)    | 68e     |
| 12                  | Christian Knees (GER)    | 83e     |
| 13                  | Mikel Landa (ESP)        | 6e      |
| 14                  | David López García (ESP) | 48e     |
| 15                  | Mikel Nieve (ESP)        | 13e     |
| 16                  | Wouter Poels (NED)       | 4e      |
| 17                  | Diego Rosa (ITA)         | 5e      |
| Directeur sportif : |                          |         |

| Lotto-Soudal LTS    | Lotto-Soudal LTS         | Lotto-Soudal LTS |
| ------------------- | ------------------------ | ---------------- |
| Num                 | Coureur                  | Pos              |
| 21                  | Tim Wellens (BEL)        | 67e              |
| 22                  | Jasper De Buyst (BEL)    | 33e              |
| 23                  | Bart De Clercq (BEL)     | 20e              |
| 24                  | Moreno Hofland (NED)     | 84e              |
| 25                  | Tomasz Marczyński (POL)  | 46e              |
| 26                  | Tosh Van der Sande (BEL) | 95e              |
| 27                  | Jelle Vanendert (BEL)    | 14e              |
| Directeur sportif : |                          |                  |

| Trek-Segafredo TFS  | Trek-Segafredo TFS                                 | Trek-Segafredo TFS |
| ------------------- | -------------------------------------------------- | ------------------ |
| Num                 | Coureur                                            | Pos                |
| 31                  | Alberto Contador (ESP)                             | 2e                 |
| 32                  | Matthias Brändle (AUT) (Route et Contre-la-montre) | 119e               |
| 33                  | André Cardoso (POR)                                | 26e                |
| 34                  | Fabio Felline (ITA)                                | 38e                |
| 35                  | Jesús Hernández (ESP)                              | 59e                |
| 36                  | Markel Irizar (ESP)                                | 106e               |
| 37                  | Haimar Zubeldia (ESP)                              | 39e                |
| Directeur sportif : |                                                    |                    |

| Cannondale-Drapac CDT | Cannondale-Drapac CDT  | Cannondale-Drapac CDT |
| --------------------- | ---------------------- | --------------------- |
| Num                   | Coureur                | Pos                   |
| 41                    | Pierre Rolland (FRA)   | 78e                   |
| 42                    | Tom Van Asbroeck (BEL) | AB-1                  |
| 43                    | Hugh Carthy (GBR)      | 42e                   |
| 44                    | Simon Clarke (AUS)     | 58e                   |
| 45                    | Nathan Brown (USA)     | 64e                   |
| 46                    | Kristjan Koren (SLO)   | 66e                   |
| 47                    | Rigoberto Urán (COL)   | 8e                    |
| Directeur sportif :   |                        |                       |

| FDJ                 | FDJ                                    | FDJ  |
| ------------------- | -------------------------------------- | ---- |
| Num                 | Coureur                                | Pos  |
| 51                  | Thibaut Pinot (FRA) (Contre-la-montre) | 3e   |
| 52                  | William Bonnet (FRA)                   | 94e  |
| 53                  | Daniel Hoelgaard (NOR)                 | 77e  |
| 54                  | Johan Le Bon (FRA)                     | 108e |
| 55                  | Tobias Ludvigsson (SWE)                | 47e  |
| 56                  | Steve Morabito (SUI)                   | 44e  |
| 57                  | Sébastien Reichenbach (SUI)            | 7e   |
| Directeur sportif : |                                        |      |

| Lotto NL-Jumbo LNJ  | Lotto NL-Jumbo LNJ                          | Lotto NL-Jumbo LNJ |
| ------------------- | ------------------------------------------- | ------------------ |
| Num                 | Coureur                                     | Pos                |
| 61                  | Jurgen Van den Broeck (BEL)                 | 60e                |
| 62                  | Victor Campenaerts (BEL) (Contre-la-montre) | 73e                |
| 63                  | Stef Clement (NED)                          | 18e                |
| 64                  | Floris De Tier (BEL)                        | 16e                |
| 65                  | Martijn Keizer (NED)                        | 105e               |
| 66                  | Bram Tankink (NED)                          | 76e                |
| 67                  | Antwan Tolhoek (NED)                        | 29e                |
| Directeur sportif : |                                             |                    |

| Bahrain-Merida TBM  | Bahrain-Merida TBM                    | Bahrain-Merida TBM |
| ------------------- | ------------------------------------- | ------------------ |
| Num                 | Coureur                               | Pos                |
| 71                  | Ion Izagirre (ESP) (Contre-la-montre) | AB-3               |
| 72                  | Yukiya Arashiro (JPN)                 | 99e                |
| 73                  | Ondřej Cink (CZE)                     | 9e                 |
| 74                  | Iván García (ESP)                     | 75e                |
| 75                  | Javier Moreno (ESP)                   | 10e                |
| 76                  | Antonio Nibali (ITA)                  | 107e               |
| 77                  | Domen Novak (SLO)                     | 69e                |
| Directeur sportif : |                                       |                    |

| Sunweb SUN          | Sunweb SUN                | Sunweb SUN |
| ------------------- | ------------------------- | ---------- |
| Num                 | Coureur                   | Pos        |
| 81                  | Warren Barguil (FRA)      | 12e        |
| 82                  | Johannes Fröhlinger (GER) | 55e        |
| 83                  | Chad Haga (USA)           | 53e        |
| 84                  | Sindre Lunke (NOR)        | 22e        |
| 85                  | Sam Oomen (NED)           | 15e        |
| 86                  | Georg Preidler (AUT)      | 65e        |
| 87                  | Laurens ten Dam (NED)     | 21e        |
| Directeur sportif : |                           |            |

| Direct Énergie DEN  | Direct Énergie DEN  | Direct Énergie DEN |
| ------------------- | ------------------- | ------------------ |
| Num                 | Coureur             | Pos                |
| 91                  | Thomas Boudat (FRA) | 87e                |
| 92                  | Bryan Coquard (FRA) | 92e                |
| 93                  | Yohann Gène (FRA)   | 111e               |
| 94                  | Julien Morice (FRA) | 101e               |
| 95                  | Adrien Petit (FRA)  | AB-5               |
| 96                  | Romain Sicard (FRA) | 45e                |
| 97                  | Angélo Tulik (FRA)  | 70e                |
| Directeur sportif : |                     |                    |

| Caja Rural-Seguros RGA CJR | Caja Rural-Seguros RGA CJR  | Caja Rural-Seguros RGA CJR |
| -------------------------- | --------------------------- | -------------------------- |
| Num                        | Coureur                     | Pos                        |
| 101                        | Sergio Pardilla (ESP)       | AB-2                       |
| 102                        | Alex Aranburu (ESP)         | 50e                        |
| 103                        | Antonio Molina (ESP)        | 63e                        |
| 104                        | Jon Irisarri (ESP)          | 71e                        |
| 105                        | Eduard Prades (ESP)         | 19e                        |
| 106                        | Héctor Sáez (ESP)           | 37e                        |
| 107                        | Diego Rubio Hernández (ESP) | 116e                       |
| Directeur sportif :        |                             |                            |

| Wanty-Groupe Gobert WGG | Wanty-Groupe Gobert WGG  | Wanty-Groupe Gobert WGG |
| ----------------------- | ------------------------ | ----------------------- |
| Num                     | Coureur                  | Pos                     |
| 111                     | Jérôme Baugnies (BEL)    | AB-5                    |
| 112                     |                          |                         |
| 113                     | Mark McNally (GBR)       | 120e                    |
| 114                     | Xandro Meurisse (BEL)    | 98e                     |
| 115                     | Marco Minnaard (NED)     | 28e                     |
| 116                     | Kevin Van Melsen (BEL)   | 93e                     |
| 117                     | Frederik Veuchelen (BEL) | AB-1                    |
| Directeur sportif :     |                          |                         |

| Cofidis COF         | Cofidis COF               | Cofidis COF |
| ------------------- | ------------------------- | ----------- |
| Num                 | Coureur                   | Pos         |
| 121                 | Daniel Navarro (ESP)      | NP-3        |
| 122                 | Jérôme Cousin (FRA)       | AB-5        |
| 123                 | Hugo Hofstetter (FRA)     | 100e        |
| 124                 | Cyril Lemoine (FRA)       | AB-5        |
| 125                 | Guillaume Bonnafond (FRA) | 32e         |
| 126                 | Stéphane Rossetto (FRA)   | 49e         |
| 127                 | Florian Sénéchal (FRA)    | 89e         |
| Directeur sportif : |                           |             |

| CCC Sprandi Polkowice CCC | CCC Sprandi Polkowice CCC | CCC Sprandi Polkowice CCC |
| ------------------------- | ------------------------- | ------------------------- |
| Num                       | Coureur                   | Pos                       |
| 131                       | Felix Großschartner (AUT) | 91e                       |
| 132                       | Jan Hirt (CZE)            | 35e                       |
| 133                       | Marcin Białobłocki (POL)  | 121e                      |
| 134                       | Łukasz Owsian (POL)       | 41e                       |
| 135                       | Maciej Paterski (POL)     | 62e                       |
| 136                       | Leszek Pluciński (POL)    | 57e                       |
| 137                       | Michal Schlegel (CZE)     | 23e                       |
| Directeur sportif :       |                           |                           |

| Roompot-Nederlandse Loterij RNL | Roompot-Nederlandse Loterij RNL | Roompot-Nederlandse Loterij RNL |
| ------------------------------- | ------------------------------- | ------------------------------- |
| Num                             | Coureur                         | Pos                             |
| 141                             | Pieter Weening (NED)            | 11e                             |
| 142                             | Martijn Budding (NED)           | 43e                             |
| 143                             | Berden de Vries (NED)           | 110e                            |
| 144                             | Raymond Kreder (NED)            | 85e                             |
| 145                             | Pim Ligthart (NED)              | 86e                             |
| 146                             | Oscar Riesebeek (NED)           | 24e                             |
| 147                             | Nick van der Lijke (NED)        | 31e                             |
| Directeur sportif :             |                                 |                                 |

| Gazprom-RusVelo GAZ | Gazprom-RusVelo GAZ       | Gazprom-RusVelo GAZ |
| ------------------- | ------------------------- | ------------------- |
| Num                 | Coureur                   | Pos                 |
| 151                 | Dmitry Kozontchuk (RUS)   | 81e                 |
| 152                 | Kirill Sveshnikov (RUS)   | AB-5                |
| 153                 | Sergey Firsanov (RUS)     | 17e                 |
| 154                 | Roman Maikin (RUS)        | 123e                |
| 155                 | Andrey Solomennikov (RUS) | 80e                 |
| 156                 | Anton Vorobyev (RUS)      | AB-5                |
| 157                 | Aydar Zakarin (RUS)       | 97e                 |
| Directeur sportif : |                           |                     |

| Sport Vlaanderen-Baloise SVB | Sport Vlaanderen-Baloise SVB | Sport Vlaanderen-Baloise SVB |
| ---------------------------- | ---------------------------- | ---------------------------- |
| Num                          | Coureur                      | Pos                          |
| 161                          | Ruben Pols (BEL)             | 118e                         |
| 162                          | Jens Wallays (BEL)           | 115e                         |
| 163                          | Amaury Capiot (BEL)          | AB-2                         |
| 164                          | Kevin Deltombe (BEL)         | AB-5                         |
| 165                          | Maxime Farazijn (BEL)        | 74e                          |
| 166                          | Eliot Lietaer (BEL)          | 52e                          |
| 167                          | Edward Planckaert (BEL)      | 90e                          |
| Directeur sportif :          |                              |                              |

| Verandas Willems-Crelan VWC | Verandas Willems-Crelan VWC | Verandas Willems-Crelan VWC |
| --------------------------- | --------------------------- | --------------------------- |
| Num                         | Coureur                     | Pos                         |
| 171                         | Stijn Devolder (BEL)        | 54e                         |
| 172                         | Sander Cordeel (BEL)        | AB-5                        |
| 173                         | Huub Duyn (NED)             | 61e                         |
| 174                         | Gaëtan Bille (BEL)          | AB-3                        |
| 175                         | Aidis Kruopis (LTU)         | AB-5                        |
| 176                         | Elias Van Breussegem (BEL)  | AB-5                        |
| 177                         | Otto Vergaerde (BEL)        | AB-5                        |
| Directeur sportif :         |                             |                             |

| Israel Cycling Academy ICA | Israel Cycling Academy ICA | Israel Cycling Academy ICA |
| -------------------------- | -------------------------- | -------------------------- |
| Num                        | Coureur                    | Pos                        |
| 181                        | Dennis van Winden (NED)    | 79e                        |
| 182                        | José Manuel Díaz (ESP)     | 88e                        |
| 183                        | Luis Lemus (MEX) (Route)   | AB-5                       |
| 184                        | Krists Neilands (LAT)      | 51e                        |
| 185                        | Mihkel Räim (EST) (Route)  | 104e                       |
| 186                        | Guy Sagiv (ISR) (Route)    | 114e                       |
| 187                        | Daniel Turek (CZE)         | 96e                        |
| Directeur sportif :        |                            |                            |

| Euskadi Basque Country-Murias EUS | Euskadi Basque Country-Murias EUS | Euskadi Basque Country-Murias EUS |
| --------------------------------- | --------------------------------- | --------------------------------- |
| Num                               | Coureur                           | Pos                               |
| 191                               | Garikoitz Bravo (ESP)             | 25e                               |
| 192                               | Mikel Bizkarra (ESP)              | 30e                               |
| 193                               | Gotzon Udondo (ESP)               | 122e                              |
| 194                               | Adrián González (ESP)             | 102e                              |
| 195                               | Aitor González Prieto (ESP)       | 113e                              |
| 196                               | Pello Olaberria (ESP)             | 117e                              |
| 197                               | Beñat Txoperena (ESP)             | AB-4                              |
| Directeur sportif :               |                                   |                                   |

| Burgos BH BBH       | Burgos BH BBH        | Burgos BH BBH |
| ------------------- | -------------------- | ------------- |
| Num                 | Coureur              | Pos           |
| 201                 | Jorge Cubero (ESP)   | AB-5          |
| 202                 | David Belda (ESP)    | 27e           |
| 203                 | Igor Merino (ESP)    | 56e           |
| 204                 | Álvaro Robredo (ESP) | 124e          |
| 205                 | Daniel López (ESP)   | 103e          |
| 206                 | Marcos Jurado (ESP)  | AB-1          |
| 207                 | Ibai Salas (ESP)     | 72e           |
| Directeur sportif : |                      |               |